# Ер-Рамса
Ер-Рамса (араб. الرمثا) — місто на північно-заході Йорданії, входить до складу мухафази Ірбід.

## Історія
Спочатку місто носило назву Рамоф-Галаад (Рамот-Гільад). В епоху римського панування в регіоні місто відоме як Ramatha.

## Географія
Місто знаходиться в північно-східній частині мухафази, поблизу кордону з Сирією, на відстані приблизно 60 кілометрів на північ від столиці країни Аммана. Абсолютна висота — 502 метри над рівнем моря.

## Демографія
За даними перепису 2018 року чисельність населення становила 71 433 особи.
Динаміка чисельності населення міста за роками:
| 1994   | 2004    | 2018    |
| ------ | ------- | ------- |
| 50 022 | 471 623 | 110 326 |

## Освіта
В місті базується Йорданський університет науки і технологій.